# Ginnastica funzionale
La ginnastica funzionale (o allenamento funzionale) è una classificazione di esercizi finalizzati a migliorare la capacità e l’abilità del corpo di svolgere attività di vita quotidiana.
A differenza dell'allenamento tradizionale per la forza, finalizzato alla ricerca dell’isolamento verso specifici gruppi muscolari (l’isolamento selettivo di un singolo muscolo non è possibile), l'allenamento funzionale è un approccio inquadrabile nell’ambito fitness e wellness che mira al miglioramento dell’espressione della forza. Ciò avviene attraverso esercizi e task che richiamano le attività della vita di tutti i giorni e riassumibili in schemi di spinta, tirata, anca o ginocchio dominanti, per il core. A questi si aggiungono inoltre tutti quegli stimoli allenanti atipici come scivolamenti, spinte o trasporto di carichi che rientrano spesso in stimoli sport specifici o con finalità trasformative della forza.
Attraverso una logica di progressione mirata alla gestione e svolgimento di esercizi sempre più complessi, il progressivo coinvolgimento simultaneo di più segmenti corporei diventa determinante nel miglioramento della coordinazione, della stabilità e della forza complessiva. L'approccio a questo genere di esercizi è variegato, a seconda del livello o dell'intensità voluta. Si va dalla gestione del proprio corpo agli attrezzi convenzionali quali kettlebells, palle mediche, elastici, clubbells, sacche piene di sabbia, manubri e bilancieri, ad al altri meno comuni quali come funi, gomme, tronchi e atlas-stone.

## I quattro pilastri dell'allenamento funzionale
1) Catene cinetiche funzionali: come anticipato in precedenza questo tipo di allenamento si basa sull'esercitazione del movimento globale del corpo, mediante l'utilizzo delle catene cinetiche. Un corretto allenamento della catena cinetica permette di ottenere una postura funzionale caratterizzata da un'assenza di tensioni muscolari anomale, eventuali asimmetrie e disfunzioni.
Vi sono due modalità di lavoro di catena cinetica:
- Catena cinetica aperta: dove il segmento corporeo terminale (mano o piede) è libero di muoversi nello spazio. Sono un esempio gli esercizi monoarticolari come la "leg extension".
- Catena cinetica chiusa: dove il segmento corporeo terminale è collegato ad una superficie inamovibile o difficilmente spostabile. Sono solitamente esercizi multiarticolari, quindi con l'impiego di più gruppi muscolari che allenano in miglior modo il movimento globale del corpo (Squat).

È una forma di esercizio sempre più utilizzata negli ultimi anni e degli studi riportano vari benefici in quanto è un'attività più funzionale
2) Propriocettività meccanica e controllo motorio: la propriocezione è una sensazione interna grazie alla quale un individuo è consapevole, in ogni momento, della propria posizione nell'ambiente che lo circonda.
Vi sono infatti dei sensori all'interno di muscoli, tendini ed articolazioni che trasmettono informazioni al sistema nervoso centrale, il quale reagisce bilanciando e stabilizzando il corpo in relazione alle situazioni. La propriocezione è importante nella riabilitazione e svolge anche un ruolo di fondamentale importanza nel prevenire lesioni e migliorare la coordinazione sportiva.
Accessori come il mini-trampolino, Fit Ball, ostacoli e pedane propriocettive sono molto utili per migliorare la qualità della propriocezione.
È importante avere il controllo del proprio corpo nello spazio e del proprio equilibrio fisico.
Il controllo motorio, invece, è allenabile con esercizi specifici e con l'allenamento continuo del gesto tecnico nel tempo in modo che il corpo memorizzi schemi di risposta automatici ad ogni stimolo esterno. Questo è detto anche coordinazione e sta alla base dell'organizzazione di un gesto motorio meno dispendioso e più efficace.
3) Attività della cintura addominale: con l'utilizzo del “core training”. Ultimamente molto praticato anche per l'atletica leggera, sta alla base del miglioramento dell'equilibrio e del potenziamento del corpo. Rappresenta il centro della forza e del controllo del resto del corpo ed è l'area muscolare da cui parte il movimento collegando la parte inferiore del corpo con la parte superiore. Il corpo umano funziona con un insieme di muscoli tra loro connessi, anche se molti credono che questi agiscano in modo singolo.
I muscoli che comprendono la zona del core sono i muscoli del pavimento pelvico, la parete addominale, gli erettori della colonna, il multifido, il gruppo degli abduttori dell'anca, il gruppo degli adduttori dell'anca, il grande gluteo, la fascia lombare e il diaframma. I gesti motori di ogni genere iniziano sempre dal centro del corpo, muovendosi poi verso la periferia. Una volta che il centro del corpo è stabile gli arti avranno maggiore mobilità e maggior forza, il che vuol dire maggiore efficienza e quindi migliori prestazioni. La forza senza il controllo del gesto è poco efficace ed è un dispendio di energie maggiore. Acquistando maggior controllo nei movimenti è possibile correre in modo più efficiente ed economico, saltare e lanciare più coordinati, il tutto riducendo i rischi di infortuni in particolare alla regione lombare. È possibile praticare delle sedute di core training con l'ausilio di attrezzi come il bosu e la swiss ball. L'utilizzo di questa tipologia di allenamento è riconosciuta per l'ottimizzazione delle prestazioni.
4) Similitudine o uguaglianza alla struttura di movimento naturale: come già introdotto in precedenza e confermato anche dal primo punto l'allenamento funzionale prevede l'esercitazione della globalità del corpo. Ciò significa che con questo metodo non andremo ad allenare il singolo muscolo ma bensì a migliorare e potenziare il movimento. È poco utile, ad esempio, allenare solo il quadricipite femorale per migliorare le prestazioni di salto, in quanto tutti i muscoli partecipano in questo gesto motorio: se si esegue invece un salto con il reclutamento del tricipite della sura e la spinta delle braccia il gesto risulterà molto più efficace.
Gli esercizi di questo genere devono quindi essere:
- Esercizi poliarticolari:  poiché coinvolgendo più articolazioni si utilizzeranno nel movimento più gruppi muscolari
- Esercizi poliassiali: quindi gesti motori che prevedono anche rotazioni, torsioni e traslazioni del busto per creare maggiore instabilità.
- Esercizi eseguiti in condizioni dinamiche
- Esercizi eseguiti con un ampio "ROM" articolare
- Esercizi con controllo della postura, della stabilità e della propriocettività
- Alternando, per quanto possibile, le modalità di contrazione (eccentrica, concentrica, isocinetica, auxotonica, ecc.)

## Prove
Negli ultimi 15 anni la riabilitazione dell'ictus si è evoluta dai trattamenti tradizionali a tecniche di allenamento specializzate che includono l'allenamento delle funzioni di base, delle abilità e della resistenza (muscolare e cardiovascolare). L'allenamento funzionale è stato ben supportato nella ricerca basata sull'evidenza sulla riabilitazione di questa popolazione. È stato dimostrato che l'addestramento specifico per un compito porta a una riorganizzazione corticale a lungo termine specifica per le regioni cerebrali utilizzate in ciascun compito. Gli studi hanno anche dimostrato che i pazienti riescono a svolgere con maggiore successo i compiti funzionali utilizzati per la riabilitazione e, poiché è più probabile che continuino a svolgere questi compiti nella vita quotidiana, si ottengono risultati migliori durante il follow-up.

## Attrezzatura
Alcune opzioni includono:
- Club
- Campanelli
- Macchine a cavo
- Bracci
- Pesi
- Palle mediche
- Kettlebells
- Allenamento con i pesi
- Physioballs (chiamate anche palle svizzere o fitballs)
- Bande di resistenza
- Tavole oscillanti
- Apparecchiature per la vibrazione del corpo intero (chiamate anche WBV o allenamento con accelerazione)
- Bilanciamento dei dischi
- Sacchi di sabbia
- Sistema di sospensione
- Lavagna a scorrimento
- Cavo rosso
- Corde

Tuttavia, nella riabilitazione, le apparecchiature vengono scelte soprattutto in base alla loro importanza per il paziente. In molti casi, il fabbisogno di attrezzature è minimo e comprende ciò che è familiare e utile per il paziente.

### Macchine a cavo
Harold Zinkin migliorò l'invenzione di Jack Lalanne della macchina a corda quando creò l'Universal Gym Trainer negli anni Cinquanta. Gli allenatori a fune, noti anche come allenatori a carrucola, sono allenatori verticali di grandi dimensioni con una singola carrucola o una carrucola collegata a entrambi i lati dell'allenatore. Permettono all'atleta di impegnare tutti i principali gruppi muscolari muovendosi su più piani di movimento.